# Hesketh 308
La Hesketh 308 è stata la prima monoposto di Formula 1 realizzata dal costruttore britannico Hesketh. Dopo aver corso la stagione 1973 e le prime due gare del 1974 su una March privata, la squadra inglese decise di costruire il proprio telaio e di prendere parte al campionato mondiale.
La 308 utilizzava il classico propulsore Ford Cosworth DFV 3.0 V8. Fu affidata a James Hunt per tutta la stagione e vinse l'International Trophy a Silverstone, gara non valevole per il campionato mondiale.

## Versione 308B

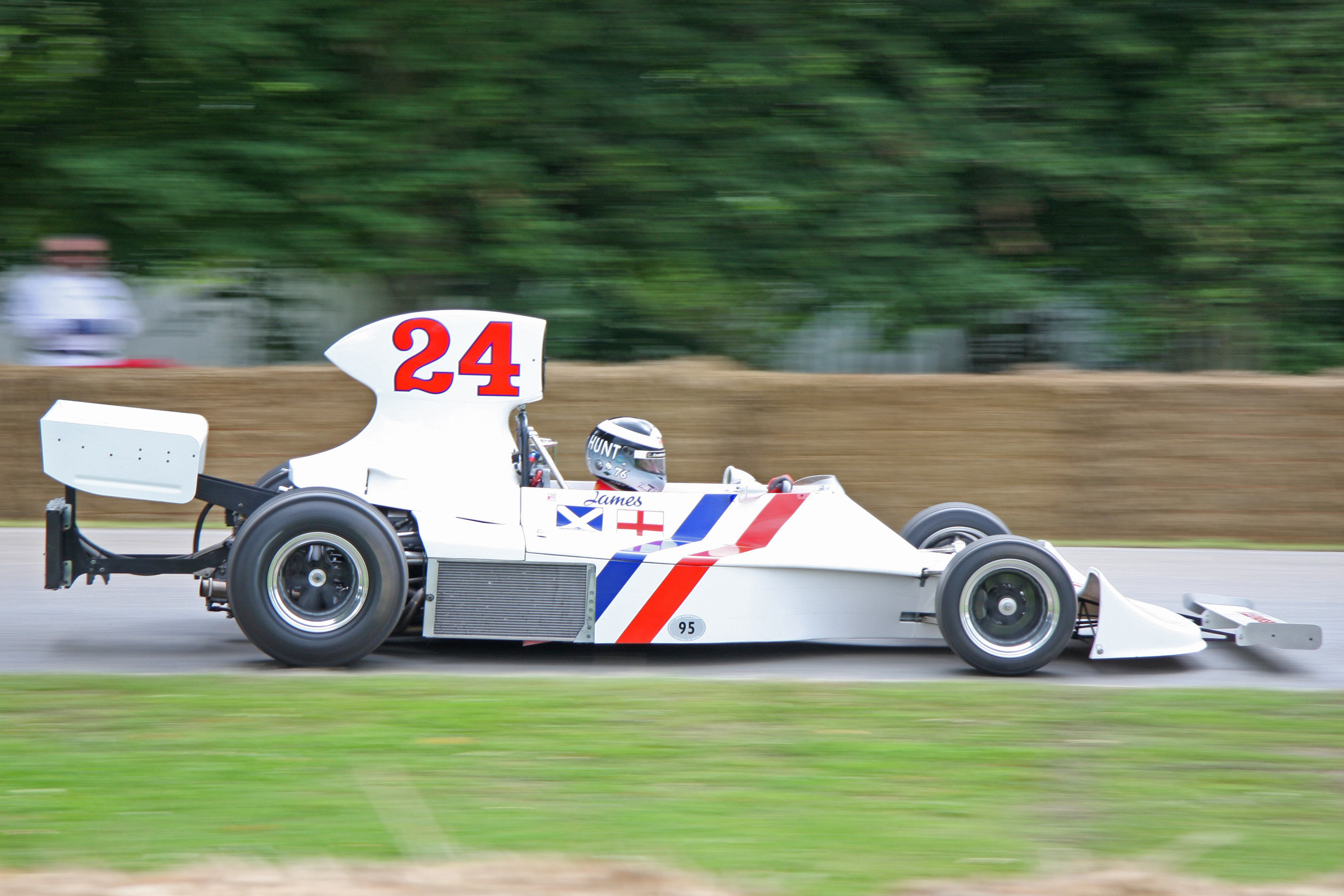
Una Hesketh 308B guidata dal figlio di James Hunt, Freddie a Goodwood nel 2008.

Per la stagione 1975 la vettura fu rivista ed aggiornata e divenne nota come 308B. Si dimostrò molto competitiva per tutto l'arco della stagione e lottò spesso per la vittoria nei Gran Premi. Vittoria che arrivò in Olanda grazie ad Hunt.
La scuderia chiuse la stagione al quarto posto finale, ma purtroppo Lord Hesketh non riuscì a continuare la sua avventura a causa degli alti costi del team e all'assenza di sponsorizzazioni sulle sue vetture. Hunt passò alla McLaren e le 308 furono vendute a squadre private che ottennero scarsi risultati nei Gran Premi a venire.

## Altri team

### Polar Caravans
Viste le difficoltà economiche in cui versava il team, nel 1975 la Hesketh mise a disposizione dei piloti una 305B a pagamento al fine di guadagnare denaro. Il pilota svedese Torsten Palm ebbe quindi l'opportunità di prendere parte a due gare in calendario: il Gran Premio di Monaco, in cui fallì la qualificazione, e il Gran Premio di Svezia, dove lottò a lungo per posizioni vicine alla zona punti, ma fu costretto al ritiro a due tornate dal termine.

### Custom Made Harry Stiller Racing
Il futuro campione del mondo australiano Alan Jones debuttò nel 1975 su una Hesketh 308B privata prima di passare alla Lola. Dal Gran Premio di Spagna a quello di Svezia ottenne come miglior risultato un undicesimo posto in quest'ultimo, in quanto le altre gare si conclusero con un ritiro dalla gara.

### Warsteiner Brewery
Nel 1975 il pilota austriaco Harald Ertl, sponsorizzato dalla Warsteiner Brewery, poté partecipare a parte del mondiale pilotando una Hesketh 308B. Corse in tre gran premi giungendo ottavo al Nürburgring nel Gran Premio di Germania e nono a Monza. Il Gran Premio tedesco è la corsa del debutto in Formula 1 e all'inizio dell'ultimo giro Ertl è settimo, non distante dalla Ensign dell'olandese Gijs van Lennep, che concluderà 6º. Ma a pochi chilometri dalla fine i freni cedono completamente, e il pilota riesce a concludere ma perde la settima posizione a favore della pilota italiana Lella Lombardi, su March.

## Risultati in Formula 1
| Anno | Team           | Motore        | Gomme | Piloti       |  |  |     |    |     |     |   |     |     |     |     |     |     |   |   | Punti | Pos. |
| ---- | -------------- | ------------- | ----- | ------------ |  |  | --- | -- | --- | --- | - | --- | --- | --- | --- | --- | --- | - | - | ----- | ---- |
| 1974 | Hesketh Racing | Ford Cosworth | F     | Hunt         |  |  | Rit | 10 | Rit | Rit | 3 | Rit | Rit | Rit | Rit | 3   | Rit | 4 | 3 | 15    | 6º   |
| 1974 | Hesketh Racing | Ford Cosworth | F     | I. Scheckter |  |  |     |    |     |     |   |     |     |     |     | NPQ |     |   |   | 15    | 6º   |

| Anno | Team           | Motore        | Gomme | Piloti |   |   |     |     |     |     |     |   |   |   |     |    |    |     |  | Punti | Pos. |
| ---- | -------------- | ------------- | ----- | ------ | - | - | --- | --- | --- | --- | --- | - | - | - | --- | -- | -- | --- |  | ----- | ---- |
| 1975 | Hesketh Racing | Ford Cosworth | G     | Hunt   | 2 | 6 | Rit | Rit | Rit | Rit | Rit | 1 | 2 | 4 | Rit | 2  |    |     |  | 33    | 4º   |
| 1975 | Hesketh Racing | Ford Cosworth | G     | Lunger |   |   |     |     |     |     |     |   |   |   |     | 13 | 13 | Rit |  | 33    | 4º   |

| Legenda | 1º posto     | 2º posto | 3º posto    | A punti         | Senza punti/Non class.  | Grassetto – Pole position Corsivo – Giro più veloce |
| Legenda | Squalificato | Ritirato | Non partito | Non qualificato | Solo prove/Terzo pilota | Grassetto – Pole position Corsivo – Giro più veloce |